# Романовський Віктор Олександрович
Ві́ктор Олекса́ндрович Романо́вський (*18 (4) січня 1890 Глухів — †16 лютого 1971, Ставрополь) — український історик, археограф і архівіст. Начальник інформаційного відділу Міністерства праці Української Держави Павла Скоропадського. Автор першого українського підручника з архівознавства.
Доктор історичних наук (1947). Жертва сталінського терору.

## Життєпис
Народився в сім'ї службовця земської управи у місті Глухові Чернігівської губернії (нині Сумська область). У 1909 році закінчив Глухівську гімназію, а у 1914 — історико-філологічний факультет Київського університету. Згодом став викладачем Київського університету й Археологічного Інституту в Києві та Одесі, викладав на Київських вищих жіночих курсах (1916—1919). Став членом Історичного товариства імені Нестора-Літописця.
У часи Гетьмана Павла Скоропадського служив начальником інформаційного відділу Міністерства праці Української Держави. З 1919 член-редактор Постійної комісії для складання біографічних словників діячів України, член Постійної комісії для складання історико-географічного словника української землі, член Постійної археографічної комісії (у 1921—1931, у 1930—1931 її керівник).
Був директором Центрального Архіву Давніх Актів у Києві (1921–1931). Був науковим співробітником Національної академії наук України (1928–1934) й Харківського науково-дослідного інституту історії української культури ім. Д. Багалія.

### Сталінський терор
За сфабрикованим звинуваченнями кілька місяців перебував під арештом (1923, 1931). Був остаточно звільнений з роботи в архіві й ВУАН напередодні активної фази Голодомору (1931). Утретє арештований 1935 і відправлений до концтаборів ГУЛАГ СРСР на 5 років (Караганда).
Після звільнення працював завідувачем навчальної частини на педагогічних курсах при Карагандинському педагогічному інституті, доцентом цього інституту. З 1947 професор — Ставропільського Педагогічного Інституту.
Помер у Ставрополі (Росія). Реабілітований (1989).

## Творчість
Розробник теоретичних та методологічних аспектів архівознавчої та джерелознавчої справи. Є автором першого українського підручника з архівознавства.
Автор численних праць з історії України 17 — 18 ст., археографії та архівознавства. Головніші праці: «Друкар Іван Федорович» (1925), «Хто був Самовидець» («Україна», 1925), «Нариси з архівознавства» (1927). За редакцією Романовського ВУАН видала «Переписні книги 1666 року» (1931). Його велика праця «Очерки по истории государственного хозяйства Украины во второй половине XVII в.» (докторська дисертація) залишилася неопублікованою, як і зібраний ним Кодекс грамот на маґдебурзьке право міст України 16 — 18 ст.

## Праці
- «Нариси з історії архівознавства: Історія архівної справи на Україні та принципи порядкування в архівах» (1927).
- «Переписні книги 1666 року» (1933).
- «Перепись населения Левобережной Украины 1666 года, её организация и критическая оценка» (1967).